# Аргия
Аргия в древногръцката митология е дъщеря на царя на Аргос – Адраст и Амфитея, дъщеря на Пронакс. Омъжва се за Полиник, царя на Тива, с него имат трима синове – Терсандър, Адраст и Тимей.